# Erzsébet Szilágyi
Pour les articles homonymes, voir Szilágyi (homonymie).
Erzsébet Szilágyi (horogszegi Szilágyi Erzsébet en hongrois) (née v. 1410 – morte en 1483) est une noble hongroise du XVe siècle, originaire de l'ancien comitat de Szilágy.

## Biographie
Membre de la famille Szilágyi, elle est la fille de László Szilágyi, capitaine de Srebrenik et de Catherine Bellyéni, et la sœur du comte Michel Szilágyi qui fut régent du Royaume de Hongrie et ban de Macsó et dont la fille Ilona épouse en secondes noces Vlad III l'Empaleur. Épouse du voïvode Jean Hunyadi, Erzsébet Szilágyi eut deux fils, Ladislas, qui fut capturé et décapité lors des guerres de succession de Hongrie (1456), et Matthias Corvin, qu'elle fit libérer par le gouverneur Georges Poděbrady et qui devait s'imposer à la fin des années 1470 comme le plus influent monarque d'Europe centrale.

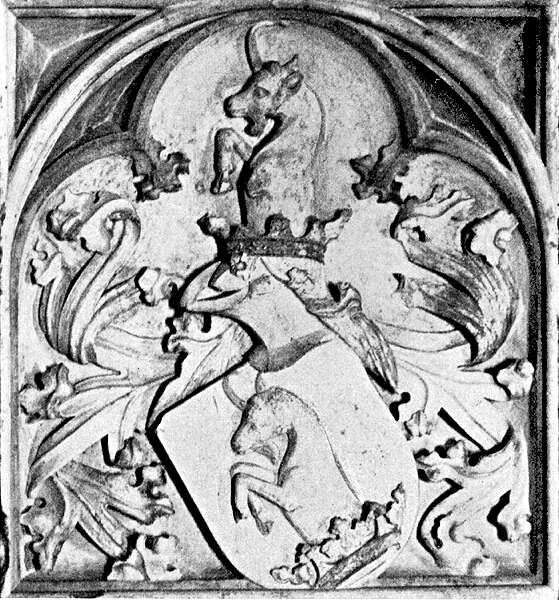
Blason de la famille Szilágyi